# Beaumontel
Beaumontel là một xã thuộc tỉnh Eure trong vùng Normandie miền bắc nước Pháp.

## Huy hiệu
| Arms of Beaumontel | The arms of Beaumontel are blazoned: Per fess 1: Gules, the inscription BEAUMONTEL and in chief the dates 1668 and 1405 Or; 2: Gules, 2 inescutcheons touching the edges and each other A: Argent, a bend gules and B: Or, lion gules. |